# Gregory Smith
Gregory Edward Smith, född 6 juli 1983 i Toronto i Ontario, är en kanadensisk-amerikansk skådespelare och filmregissör. Han har medverkat i ett flertal filmer som har gjorts i Hollywood, och har där blivit känd för sina roller som Alan Abernathy i Små soldater och Ephram Brown i The WB-serien Everwood, samt som Dov Epstein i den kanadensiska polisdramaserien Rookie Blue, vars största huvudsändningar höll till på den kanadensiska TV-kanalen Global.
Smiths mor, lärarinnan Terrea Smith (född Oster), är amerikansk, medan hans far, filmproducenten Maurice Smith, ursprungligen kommer ifrån Storbritannien. Han har två bröder och en syster, där den ena brodern, Douglas Smith, också arbetar som skådespelare. Han är sedan den 18 augusti 2018 gift med den kanadensiska skådespelerskan och fotomodellen Taylor McKay, med vilken han har två barn (en pojke och en flicka), födda 2021 och 2022.

## Filmografi (i urval)

### Filmer
- 1994 – Sälen André
- 1995 – Pysslingar på äventyr i USA
- 1995 – The Adventures of Captain Zoom in Outer Space (TV-film)
- 1996 – Hämnd, ljuva hämnd
- 1996 – Harriet – den lilla listiga spionen
- 1998 – Krippendorf's Tribe
- 1998 – Små soldater
- 1999 – Flickan från yttre rymden (TV-film)
- 2000 – Patrioten
- 2001 – American Outlaws
- 2005 – Kids in America
- 2007 – Closing the Ring
- 2007 – The Dark Is Rising – En ring av järn
- 2008 – Boot Camp
- 2011 – Conception
- 2011 – Dream House
- 2011 – Hobo with a Shotgun

### TV-serier
- 1991 – Scali (TV-serie)
- 1994 – Highlander (TV-serie)
- 1994 – Mega Man: Upon a Star (TV-serie) (röst, engelskspråkiga versionen)
- 1995 – Vadå, mörkrädd? (TV-serie)
- 2001 – Touched by an Angel (TV-serie)
- 2002–2006 – Everwood (TV-serie)
- 2009 – Eli Stone (TV-serie)
- 2010–2015 – Rookie Blue (TV-serie)
- 2013 – Franklin & Bash (TV-serie)
- 2017 – Designated Survivor (TV-serie)
- 2024 – Superman & Lois (TV-serie)